# Philippe Cadène
Philippe Cadène est professeur émérite en géographie et development studies à l'Université Paris Cité, affilié au Centre d'études en sciences sociales sur les mondes africains, américains et asiatiques (CESSMA). S'il est avant tout connu pour ses travaux sur le développement économique en Inde, ses recherches sur la globalisation l'ont aussi amené à s'intéresser à l'Asie du Sud-Est et aux pays du Golfe.

## Biographie
Philippe Cadène nait en 1955 dans le Sud-Ouest de la France. Il effectue ses études à l'Université de Toulouse II-Le Mirail où il soutient une thèse d'Etat en 1985 menée sous la direction du géographe Bernard Kayser. Ses premiers travaux s'intéressent aux conflits sociaux liés à l'urbanisation des campagnes françaises, tout particulièrement des espaces périurbains,. Au début des années 1980, il s'engage dans des recherches sur les dynamiques économiques sur les villes petites et moyennes en Inde, où il met en lumière l'émergence de districts industriels, traversés par des réseaux multiples, construits autour de communautés anciennes en recomposition face à la globalisation,,.
Après avoir poursuivi ses recherches sur le monde indien à la Jawaharlal Nehru University (JNU) en Inde, à l'Institute of Development Studies (IDS) à l'université de Sussex au Royaume-Uni, ainsi qu'au Sudasien Institut à l'université d'Heidelberg en Allemagne, il est nommé chargé de recherche au Centre National de la Recherche Scientifique (CNRS) dans le cadre du Centre d'Etudes de l'Inde et de l'Asie du Sud (CEIAS) rattaché à l'Ecole des Hautes Etudes en Sciences Sociales (EHESS).

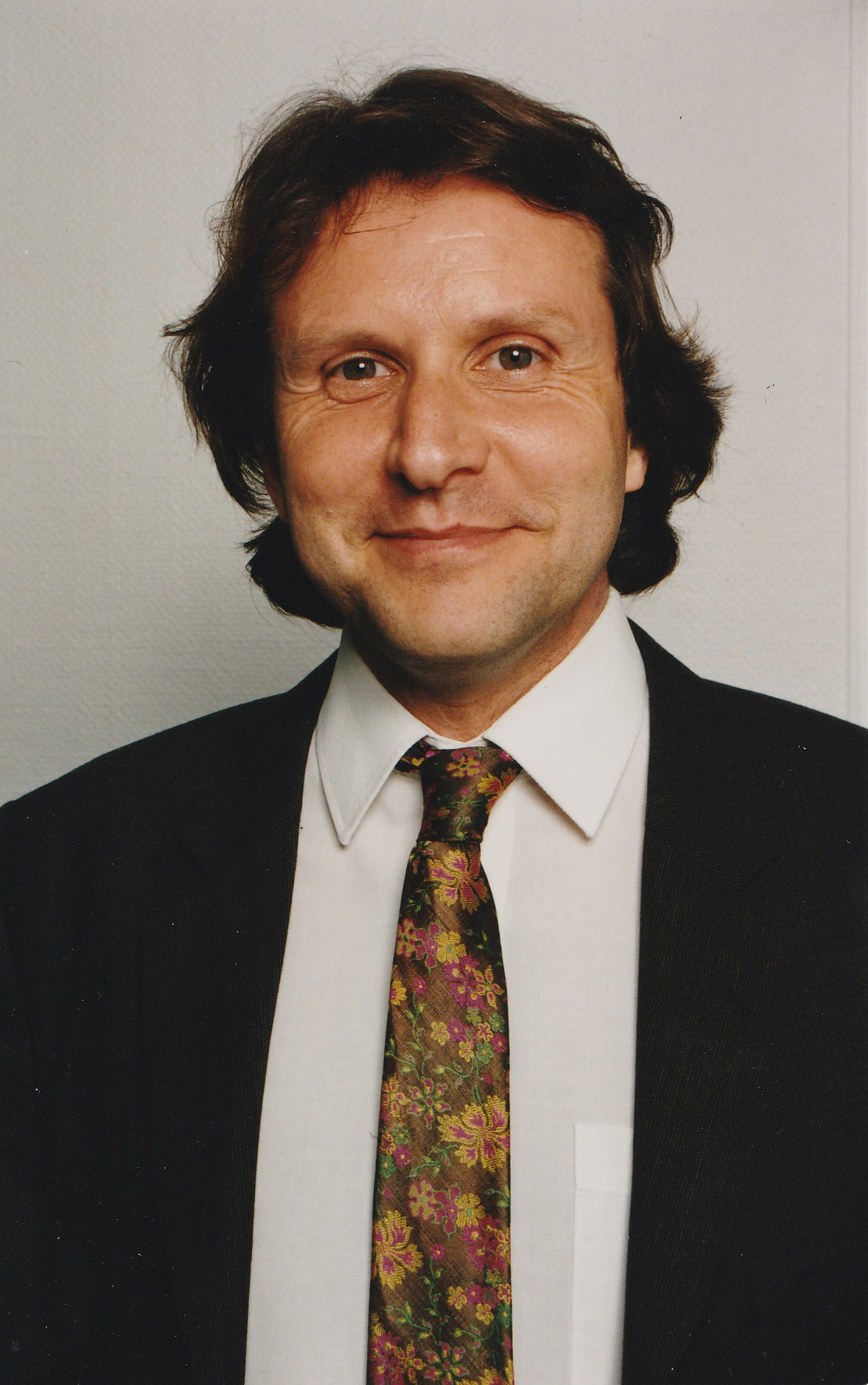
Philippe Cadène au Festival international de géographie en 1998.

Ses travaux se concentrent alors sur les dynamiques économiques et régionales en Inde dans lesquelles la place des villes joue un rôle essentiel. En 1995, il obtient un poste de professeur de géographie urbaine à l'université Paul Valéry de Montpellier.  Il compte parmi les rares scientifiques ayant transitionné de chercheur à temps plein à enseignant-chercheur. Il effectue alors ses recherches dans le cadre de la Maison de la Géographie de Montpellier fondée par Roger Brunet et participe à la création de l'Unité Mixte de Recherche (UMR) ESPACE.
En 2000, il est élu professeur de Géographie du développement à l'université Paris Diderot où il dirigera le département de géographie de 2013 à 2017 et le département de sciences sociales de 2019 à 2022.Tout en poursuivant des travaux sur des terrains indiens, ses enseignements et ses recherches s'étendent alors au-delà de l'Asie du Sud, dans divers pays d'Asie et dans les Etats du Golfe. Ses publications portent alors sur les questions de globalisation et de développement régional,,, donnant matière à un cours enseigné pendant plusieurs années à Sciences Po Paris. Il publie aussi différents manuels et atlas à destination des étudiants et du grand public,,,,.
Au cours des quinze dernières années, Philippe Cadène a été professeur et chercheur invité dans plusieurs institutions d'enseignement et de recherche en Asie : Institut Français de Pondicherry, université de Kyoto, université de Séoul, université Utara Malaysia, université Kebamgsaan Malaysia, et université Sorbonne Abu Dhabi. Depuis plusieurs années, il participe régulièrement aux enseignements du Tata Institute of Social Sciences de Mumbai.

## Approche scientifique
Formé aux approches structuralistes en géographie et en anthropologie, Philippe Cadène inscrit ses recherches dans le cadre d'une démarche systémique, intrinsèquement multidisciplinaire, nourrie par une méthodologie de collecte d'information privilégiant les enquêtes qualitatives et les longs séjours sur le terrain. Dans un souci de considérer les différents niveaux d'échelle auxquels se déroulent les processus étudiés, il est amené à combiner informations quantitatives et qualitatives pour la compréhension de la dynamique des systèmes territoriaux. La globalisation est ainsi perçue comme un processus multi-scalaire producteur et organisateur du territoire. Les villes et les relations qu'elles entretiennent dans des cadres régionaux de plus en plus élargis sont au cœur des processus étudiés, au sein desquels les facteurs politiques apparaissent essentiels.

## Publications importantes
- Philippe Cadène, La construction d'une vaste région économique au nord-ouest de l'Inde : le corridor de développement Delhi-Mumbai, Bulletin de l'Association des Géographes Français (BAGF), pp.40-61, 2017
- Philippe Cadène, La géographie comme science sociale à l'ère de la mondialisation, in Gukto (Planning and Policy), n° 351, Korea Research Institute for Human Settlements, 2011
- Philippe Cadène, Société de la connaissance et politiques de développement aux Emirats Arabes Unis, Maghreb-Machrek, n° 195, 2008
- Philippe Cadène, L’Asie du Sud dans la mondialisation, in P. Cadène (Ed.), Mondialisation. L’intégration des pays en développement, Paris, SEDES, Coll. DIEM, 2007
- Philippe Cadène, La dynamique spatiale des grandes entreprises en Inde, in Kermel D. et all. (Eds.), Dynamiques spatiales de l'industrialisation. Chine, Inde, Thaïlande, Paris, UNESCO, 2003
- Philippe Cadène, Industrial districts and integration of Indian space, in P. Cadène et M. Holmstrom (Eds), Decentralized production in India. Industrial districts, flexible specialization and employment, New-Delhi, Sage Publications, 1998
- Philippe Cadène, Le rôle des castes marchandes dans l'économie indienne aujourd'hui. Le cas des Jains dans une petite ville du Rajasthan, in Les Cahiers de la Recherche Architecturale, 1995, n°35-36
- Philippe Cadène, L'usage des espaces péri-urbains: Une géographie régionale des conflits, in Etudes rurales, n°118-119, 1990, pp. 235-267.
- Philippe Cadène, Le développement de la petite industrie : le cas du marbre au Sud-Rajasthan, in Revue Tiers-Monde, n°119, 1989, pp. 673-694.